# کالبه (میلده)
شهر کالبه (به آلمانی: Kalbe) در ایالت زاکسن-آنهالت در کشور آلمان واقع شده‌است.

## جغرافیا
شهر کالبه از بخش‌های اوچافتن یا شهرداری های زیر تشکیل شده است:
- التمرزلبن
- بادل (آلمان)
- نویندورف ام دام
- پاکبوش
- گوسفلد
- یتسه
- تستلینگن
- کارشتت
- کاکربک
- کالبه (میلده)
- یگلبن
- انگرزن
- بروناو (زاکسن-آنهالت)
- ورنشتت
- وینکلشتت